# Касея-центр
Касея-центр (англ. Kaseya Center, колишні назви: Американ-Ерлайнс-арена, FTX-арена, Маямі-Дейд-арена) — спортивний комплекс у Маямі, Флорида (США), відкритий у 1999 році.
Місце проведення міжнародних змагань і домашня арена команди «Маямі Гіт» (з 2 січня 2000 року). Сучасну назву заклад отримав у 2023 році внаслідок підписання 17-річної угоди із розробником програмного забезпечення «Kaseya». Вміщує 19 600 глядачів.
Власником арени є округ Маямі-Дейд. З часу відкриття і до 2021 року споруда мала назву «Американ-Ерлайнс-арена», на честь головного спонсора — American Airlines. У 2019 році авіагігант повідомив про припинення співпраці після закінчення угоди. У 2021 році, після підписання контракту з криптовалютною біржею, комплекс перейменували у «FTX-арену». Згодом, після банкрутства біржі, майданчик тимчасово перейменували на «Маямі-Дейд-арену».